# パウロ・ナワル
パウロ・ナワル（Paulo Nawalu、1958年10月28日 - ）は、フィジーのラグビー指導者。現在カ・ラ・ダ ファクトリー A.P.パイレーツの監督を務めている。

## プロフィール
- フィジー・ラウトカ出身[1]。
- 現役時代のポジションはスクラムハーフ(SH)[2]。
- 息子の南波流マヌエリはラグビー選手[3]。
- フィジー代表通算キャップ数は17でラグビーワールドカップ1987のフィジー代表の副将を務めた[4]。
- 7人制日本代表に選ばれてラグビーワールドカップセブンズ1993の7人制日本代表に選ばれた[5]。

## 略歴
現役時代、日野自動車でプレーしていた。
現役引退後、7人制日本代表・白鷗大学のコーチを経て、カ・ラ・ダ ファクトリー A.P.パイレーツの監督に就任。